# Peter Kiesewetter
Peter Kiesewetter (Marktheidenfeld, 1 mei 1945 - Egenhofen, 3 december 2012) was een Duitse componist en muziekpedagoog.

## Levensloop
Kiesewetter studeerde vanaf 1966 zowel aan het Leopold-Mozart-Zentrum - afdeling van de Universiteit Augsburg als aan de Hochschule für Musik und Theater in München bij Günter Bialas (compositie) en Hermann Pfrogner. Vervolgens werd hij docent voor muziektheorie, gehoortraining en vormenleer aan de laatstgenoemde institutie. Tegelijkertijd studeerde hij ook nog musicologie en werkte ook als muziekjournalist en jurylid voor de prijs van de Duitse platenkritiek. Sinds 1970 werkte hij ook nog voor de Beierse omroep (Bayerischer Rundfunk) en componeerde verschillende werken voor hoorspel en andere radiostukken.
Later werd hij docent voor compositie aan het Richard-Strauss-Konservatorium in München; in 1991 werd hij benoemd tot professor voor componist aan de Hochschule für Musik und Theater in München en vanaf 1992 was hij hoogleraar aan de Hochschule für Musik, Theater und Medien Hannover in Hannover.
Met hulp van een studiebeurs kon hij zowel in 1983 als in 1984/1985 in de Villa Massimo in Rome studeren en werken. Een verblijf in Israël in 1991 en vooral in de Negevwoestijn waren voor hem een sleutelbelevenis, en dit was kenmerkend voor zijn verder werk. Een aantal werken dragen titels in de Hebreeuwse taal.
Als componist schreef hij werken voor verschillende genres, maar vooral vocale werken. Omdat de Letse violist Gidon Kremer de Tangó Pathétique van Kiesewetter bij zijn concerten in de hele wereld uitvoerde, werd die natuurlijk overal bekend. Als gevolg van een zware ziekte stopte Kiesewetter eerst met zijn werk als docent en moest hij later ook het componeren opgeven.

## Prijzen en onderscheidingen
- 1970: - Richard-Strauss-studiebeurs van de stad München
- 1979: - Muziekprijs van de hoofdstad van de Duitse deelstaat Beieren
- 1980: - Muziekprijs van de "Akademie der Künste Berlijn"
- 1982: - Studiebeurs voor de Villa Massimo in Rome[3]
- 1982: - 1e Prijs bij de compositiewedstrijd van het symfonieorkest Aarhus
- 2003: - Gerda en Günter Bialas-prijs
- 2004: - Opgenomen als lid in de Beierse Academie van de schone kunsten, München

## Composities

### Werken voor orkest
- 1970: - Divertissement d'après Lully, voor orkest
- 1970: - Tangó Pathétique uit de symfonische roman "Schwanenröschen" naar Pjotr Iljitsj Tsjaikovski, voor orkest - ook in een versie voor viool, altviool, cello en piano
- 1970: - ... und Isolde, voor orkest
- 1990: - Purgatorio - Symfonie nr. 1, voor sopraan, vrouwenkoor, obligate orgel en groot orkest, op. 50 - tekst: Michelangelo Buonarroti en Torquato Tasso
- 1991: - Symfonie nr. 2 "Tefila le-ani", voor sopraan, obligaat piano en orkes, op. 52
- 1998: - Balajla, concert voor Oboe d'amore en 14 strijkers
- 1999-2000: - Canti Zoppi - Habanera, naar Domenico de' Giovanni voor klein orkest, op.30c
- 2002: - Promèteo - Piccola mitologia, voor groot orkest, op. 87
- - Griegs Ende, fantatsiestukken voor orkest
- - Tango, voor orkest, op. 11

### Werken voor harmonieorkest
- 1986: - Polonaise de Concert, voor harmonieorkest, op. 24a

### Missen en andere kerkmuziek
- 1978: - Eine von uns - Gesänge zur Eucharistiefeier, voor zangstem(men), gemengd koor, samenzang en instrumenten - tekst: Max Huber
- 1981: - Antiphona I ad Magnificat, voor sopraan, dwarsfluit en slagwerk, op. 4a
- 1987: - Andachtsbilder, voor sopraan, 8 violen, 3 altviolen, 2 celli, 1 contrabas, op. 29.
- 1992-1992: - Mis, voor vier- tot negenstemmig gemengd koor a capella, op. 58
- 2002: - Der 104. Psalm, voor vijfstemmig gemengd koor a capella, op. 88
- 2003: - Exsultet, voor sopraan en orgel, op. 93
- 2004: - Der 36. Psalm: "Gott, die Quelle des Lebens", voor sopraan en gemengd koor, op. 89
- - Laudes creaturarum, voor sopraan, altviool en orgel, op. 45b
- - Musica Mariana, motettencyclus voor gemengd koor a capella, op. 59 - tekst: Bijbel
  1. Ave Maria - voor vijfstemmig gemengd koor (SATBB)
  2. Magnificat - voor gemengd koor (SATB)
  3. Sub tuum praesidium - voor zevenstemmig gemengd koor (SSATBBB)

### Muziektheater

#### Opera
- Erstes Nachtstück: Oper, op. 12 - met teksten van Dante Alighieri, Richard Wagner, Jules Barbier en Pierre Barbier met het gebruik van liturgische teksten

### Vocale muziek

#### Oratorium
- 1982-1983: Genesis - Theatrum Chymicum, scenisch oratorium voor sopraan, alt, 3 tenoren, 3 bassen, orkest, harp, piano en bandrecorder, op. 16[4] - tekst: Bijbel - première: 3 mei 1983, Südostbayerisches Stadttheater Passau
- 1995-1996: - Bereshìt ("Im Anfang..."), oratorium - azione sacra voor sopraan, altviool, cetra (Kretenzisch lyra-achtig snareninstrument), slagwerk en bandrecorder, op. 70[5]- tekst: Genesis

#### Cantates
- 1992: - Ulrichsvesper, cantate
- - Johannespassion

#### Werken voor koor
- 1980: - Grab-Schrifften, voor gemengd koor, op. 20b
  1. Eines gehenesten Seilers - tekst: Andreas Gryphius
  2. Eines Weibes und ihres Ehmannes - tekst: Johann Christian Hallmann
  3. Aretins - tekst: Christian Hoffmann von Hoffmannswaldau
  4. Eines Seigermachers - tekst: Johann Christian Hallmann
  5. Eines alten bösen Weibes - tekst: onbekende auteur
  6. Eines vortrefflichen Redners - tekst: Andreas Gryphius
  7. Eines Hundts - tekst: Martin Opitz
- 1984: - Deutsche Idyllen, voor vier- tot vijfstemmig mannenkoor (en solist), op. 21 - tekst: Christian Morgenstern
- 2009: - Christen, singt mit frohem Herzen, voor gemengd koor a capella (naar een melodie van Michael Haydn), WoO 16 - tekst: uit het Salzburger zangboek (1781)
- - Fünf Lieder, voor gemengd koor, klarinet, hoorn en piano, op. 38
- - Hoho, lieber Hans - naar een melodie van Johann Ott, voor gemengd koor, WoO 15 - tekst: Georg Forster

#### Liederen
- 1969: - Agonia, voor vrouwelijke zangstem en 2 slagwerkers
- 1983: - Vier Sonette, voor hoge zangstem en piano, op. 19
  1. Thou hast made me - tekst: John Donne
  2. Poore souls - tekst: William Shakespeare
  3. This my playes last scene - tekst: John Donne
  4. Farewell - tekst: William Shakespeare
- 1983-1984: - Reineke Fuchs - dierenfabel in twaalf gezangen - tekst: Johann Wolfgang von Goethe
- 1991/2001: - Sancti Francisci Laudes Creaturarum, op. 45 voor sopraan, obligate altviool en 22 strijkers, op. 45a; voor sopraan, altviool en orgel, op. 45b
- 1995: - Tefilà Lemoshè - der 90. Psalm, voor sopraan en bascither, op. 63
- 2001: - Ensalada I, voor zangstem en citherorkest, op. 86 nr. 1
- 2004: - Antigone, voor zangstem en piano, op. 96 - tekst: Bertolt Brecht
- 2004: - Trionfo della morte - Monumentum, Palimpsest, voor mezzosopraan (tamboerijn de basque), bariton (tamboerijn de basque), altviool, harp en piano, op. 98 - tekst: Francesco Petrarca "Trionfo della morte" I/1 - 9, canzoniere XXXV
- 2004: - Vergine Bella, canzona voor sopraan, luit en orgel, op. 99 - tekst: Francesco Petrarca; "Canzoniere", parte seconda - CCCLXVI
- - Ariel's Songs uit "The Tempest" van William Shakespeare, voor sopraan en klavecimbel
- - Canti Zoppi, voor sopraan en piano, op. 30b - tekst: Domenico de' Giovanni

### Kamermuziek
- 1968: - Musik unter Tage, voor hobo en elektronisch geluidsband
- 1968: - Szenen (scenes), voor dwarsfluit, hobo en piano
- 1970: - Incantatio, voor dwarsfluit 1 (ook picollo), dwarsfluit 2 (ook altfluit) en piano
- 1971: - Tangó Pathétique, voor klarinet, cello en piano
- 1971: - Cassation, voor strijkkwartet
- 1971: - Epiloog, voor dwarsfluit, hobo en piano
- 1972: - Metakommunikation 1 - Plan für 4 Spieler, aleatorische muziek voor 4 instrumentalisten
- 1980: - Klavierquartett, voor viool, altviool, cello en piano, op. 1
- 1980: - Le tombeau de Lully, voor blaaskwintet (dwarsfluit, hobo, klarinet, hoorn en fagot), op. 6b
- 1980: - Carl Philipp Emanuel Bachs Empfindungen, voor klarinet in A, viool, altviool, cello, dulcimer en piano, op. 8
- 1982: - Tangó Pathétique uit de symfonische roman "Schwanenröschen" naar Pjotr Iljitsj Tsjaikovski, voor viool, altviool, cello en piano[6]
- 1987: - Ballo francese, voor koperkwintet (2 trompetten, hoorn, trombone en tuba), op. 28a
- 1988: - Kwintet, voor hobo, 2 violen, altviool en cello, op. 40
- 1989: - Alba, voor klarinet in A (of klarinet in bes/basklarinet), op. 35a
- 1989: - Alba, voor dwarsfluit, sopraansaxofoon en altsaxofoon, op. 35b
- 1989: - Alba, voor saxofoonkwartet, op. 35c[7]
- 1990: - Bat-Kol, voor dwarsfluit en orgel
- 1990: - Gemelli, miniaturen voor 2 klarinetten
- na 1991: - Jeshimon (Woestijn); voor cither
- 1993: - Shoshanim, versie voor tenorhakkebord (of in een versie voor altviool en cither)
- 1994: - Shoshanim, versie voor altviool en cither, op. 61 nr. 1; (of in een versie voor tenorhakkebord, op. 61 nr. 2)
- 1994: - Shir, voor altviool solo, op. 62 nr. 1
- 1994: - Hed, voor viool en piano (of andere instrumenten), op. 62 nr. 2 (ook in een versie voor hakkebordkwartet)
- 1994: - Bat-Kol, voor dwarsfluit en orgel, op. 62 nr. 3
- 1994: - Vineta, fantasiestukken voor discantcither (of altcither), op. 67a
- 1995: - La batalla - spanische Miniaturen, voor vier discantcithers, op. 67b
- 1994-1995: - Shalàh-Nirgà (Ruhig sein, ruhig werden) - Morton Feldman zum Gedächtnis, voor tenorhakkebord en piano, op. 69
- 1995: - Labyrinth, voor harp, contrabas en slagwerk, op. 71
- 1995-1997: - Medusa, zeven duetten voor 2 tenorhakkeborden, op. 73
- 1997: - A Masque - für Nay und Kushnay, voor dwarsfluit en hobo, op. 77 nr. 2
- 1997: - Excentrique - Bagatellen, voor viool en piano, op. 77 nr. 3
- 1997: - Hadràn (Vooruit), voor hakkebordkwartet, op. 77 nr. 4
- 1997: - Hadàssa (Mirtenstruik), voor tenorhakkebord en discantcither, op. 79
- 1998: - Alla Ingharese quasi un capriccio, voor blaaskwintet - naar Beethovens Rondo: "Die Wut über den verlorenen Groschen", op. 129
- 2002: - Áristòn mèn hydor, voor 4 contrabassen en 4 slagwerkers, op. 92 - naar teksten van Pindarus
- 2005: - Sphinxes, voor viool, klarinet, cello en piano, op. 100
- - ... und Isolde, voor klarinet, tenorsaxofoon, 2 trompetten, trombone, slagwerk, harp, piano, orgel en contrabas
- - Divertissement d'après Lully, voor hobo, klarinet, hoorn, fagot en piano
- - La Ritirata, voor strijkkwartet en piano[8]
- - Les rêveries héroïques de Madame de Meck (Schwanenröschen), voor klarinet, fagot, trompet, trombone, tuba, 2 slagwerkers, piano, orgel, cello en contrabas
- - Scena d'irritazione, voor 3 fluiten, op. 27

### Werken voor orgel
- 1980: - Echofantasie (Studi e divertimenti II), op. 10b
- - Eco, voor orgel vierhandig, op. 48 nr. 2

### Werken voor piano
- 2003: - Passatempo, voor piano vierhandig, op. 94

### Werken voor alpenhoorn
- 1987: - Drei Romanzen, voor alpenhoorn solo

### Werken voor slagwerk
- 1989: - La Caccia, voor 4 slagwerkers, op. 42
- 1998: - Im Auge des Wirbelsturms, voor 4 slagwerkers, op. 82

### Pedagogische werken
- 1994/1995; 1995/1996: Gil (Vreugde), voor cither, op. 67
  1. vol. 1: Aanslag van de rechte hand: 29 speel- en concertstukken voor beginners en gevorderden voor 1 tot 4 discantcithers
  2. vol. 2: Grepen van de linke hand: 21 speel- en concertstukken voor beginners en gevorderden voor 1 tot 4 discantcithers

### Hoorspelmuziek
- 1995-2000: - Es war einmal... – Sprookjes van de Gebroeders Grimm, reeks van uitzendingen door de Beierse omroep (Bayerischer Rundfunk)

## Publicaties
- samen met Wilhelm Keller; Wilhelm Killmayer; Günther Weiß; Enjott Schneider: Günter Bialas - Komponisten in Bayern, Bd. 5, Tutzing: Schneider Verlag, 1984. 153 p., ISBN 978-3-795-20431-0